# Богородицька фортеця
48°30′03″ пн. ш. 35°09′48″ сх. д. / 48.50071111° пн. ш. 35.16341667° сх. д.

Вигляд кінця XVII — початку XVIII ст. Реконструкція Олександра Харлана

Богородицька фортеця (ретраншемент) — фортеця, збудована у 1688 р. на місці, як вважають історики, давнього козацького міста Самар за наказом московського царя Петра Олексійовича і правительки Софії Олексіївни для московського гарнізону. Вважається першою фортецею, збудованою московитами на території Війська Запорозького Низового. Створення фортеці стало одним із перших актів у наступі царату на території Війська Запорозького.

Богородицька фортеця (унизу за річкою Кримка) на місці Самарі.

Територія Богородицької фортеці була більшою за фортецю міста Самар й склала 250×300 м. Згодом фортеця була розбудована вдруге й отримала назву Новобогородицька фортеця.
Спорудження Богородицької фортеці було викликане необхідністю зміцнити тилову базу московсько-українських військ у їх боротьбі проти Кримського ханства, а водночас посилити контроль уряду над Запорозькою Січчю.
Зараз на місці фортеці знаходиться район Шевченко міста Дніпро.

## Спорудження фортеці
12 (22) липня 1687 р. почали будувати фортецю і наступного року в основному завершили. Важливу роль у цій справі відіграли гетьман Іван Мазепа і московський воєначальник Леонтій Неплюєв.
```
Будівельником фортеці був голландський інженер-полковник фон-Залін (Фонзалін), присланий з Москви. На території фортеці збудували двір для воєводи, 260 просторих хат: одну приказну та три воєводських, льох і лазню; для полкових припасів 17 плетених повіток, 7 дворів для гетьмана й старшини, а також дерев'яну церкву на честь пресвятої Богородиці, від якої й отримала назву сама фортеця. За стінами фортеці відвели місце для посаду, навколо якого насипали вал і викопали рів. При в'їздах до фортеці через рів перекинули мости. Протяжність міських стін становила 1641 сажень, а самої фортеці
 
— 600 сажнів.
```

До фортеці призначили воєводу та цілий штат різних службовців, у тому числі й аптекаря. Її гарнізон повинен був складатися з 4491 чол. Посад її заселявся поселенцями з України та Московії. Їм надавалося право торгувати різними товарами, медом, горілкою. Як військам, так і поселенцям заборонялося чинити будь-які кривди та утиски кодачанам, севрюкам і запорожцям, якщо вони побажають селитися вище по Самарі. Навпаки, належало охороняти їх пасіки та сприяти іншим заняттям.

## Історія фортеці
У 1687 р. у фортеці було поставлено московський гарнізон.
У Кримському поході 1689 року Богородицька фортеця відіграла важливу роль.
У 1691 р. під час Повстання Петрика фортецею оволоділи повстанці Петрика (Петра Іваненка); він же контролював її певний час і у 1692–1693 рр. Під час боїв Богородицька фортеця була спустошена.
1697 року під час походу військ Івана Мазепи та князя Долгорукова на Кримське ханство було вирішено відбудувати фортецю.
У 1698 році вона відбудована як Ново-Богородицька фортеця. Тут Іван Мазепа поселив робітників, котрі мали виготовляти селітру. 1701 р. запорожці розігнали їх. Кіш Запорозької Січі писав протести цареві Петру I, безрезультатно вимагаючи ліквідувати Ново-Богородицьку фортецю.
У 1708 р. біля фортеці точилися бої між запорожцями, учасниками повстання Булавіна, та урядовими військами.
У 1711 р. фортеця була взята в облогу спільним загоном татар та запорожців, що діяли у рамках походу Пилипа Орлика проти московської влади, але фортеця встояла.
За умовами Прутського миру (1711) Ново-Богородицька фортеця була зруйнована.
1736 року, під час Російсько-турецької війни 1735—1739 рр. укріплення було відновлене під назвою Самарський ретраншемент, який після війни зливається з Самар'ю (Старою Самарою).
1742 року ця територія тимчасово увійшла до складу Гетьманщини.
1783 року за указом Катерини ІІ всі фортеці у Новоросії скасовані. Територія колишньої Самарі спустіла.

## Особи

### Богородицька й Новобогородицька фортеці[3]

#### Воєводи
- 1688 — окольничий Малєєв Костянтин Григорович,
- 1688 — намістник Волоколамський, думний дворянин Косагов Григорій Іванович.
- 1688—1689 — боярин Волинський Іван Федорович (помер 1696/97).
- 1689—13 травня 1690 — окольничий Ржевський Олексій Іванович (біля 1638-13.05.1690) — помер від пошесті чуми у фортеці;
- 1691 — думний дворянин Неплюєв Семен Протасович.
- 1697—1700 — окольничий Потьомкин Петро Іванович (1617—1700).
- 1701—1711 — стольник, підполковник Шеншин Семен Поліектович.[3]

#### Воєводські товарищи
- 1688 — 28 жовтня 1688 воєвода, стольник Каменєв Сидір Петрович (за воєводи Косагова Г. І.).
- 1688 — воевода, стольник Вердеревський Василь Петрович (за воєводи Волинського І. Ф.).[3]

#### Дяки
- 1688 — Полянський Макар Артемович.
- 1689 — Судейкин Клим.
- 1689 — Єфимьєв Федоір Дорофійович.
- 1691 — Обрютін Іван Семенович (Самсонович).
- 1694 — Корницький Артемій Васильович.
- 1698 — Афанасьєв Андрій Дмитрович.
- 28 січня 1699 — Салтанов Іван Зиновійович.
- 1709 — піддячий Дровнин Тимофій.[3]

#### Проектувальникифортеці
- 13 липня 1688 — полковник Вілім Миколайович фон Зален.
- 13 липня 1688 — полковник Юрій Степанович Ліма (помер 1702).[3]

### Старо-Самарський (Богородицький) ретраншемент (1736 рік)[3]

#### Командири гарнізону (Коменданти)
- 1749 — майор Ковальов.
- 1752 — майор Юрій Юрійович Бутовський.
- 1755 — майор Данило Федорович Веригін.
- 1756 — майор Парфен Фомич Щетинін.
- 1758 — секунд-майор Матвій Бровцин.
- 1762 — секунд-майор Какурин.
- 1762 — прем'єр-майор, князь Сергій Юрійович Баратов.
- 1765 — секунд-майор; премьєр-майор Карл фон Фогт.
- 1770 — секунд-майор Рязанцев.
- 1777 — секунд-майор Андрій Карпов[3]